# Funny Pages
Funny Pages es una película estadounidense de coming-of-age de 2022 escrita, dirigida y editada por Owen Kline. La película se proyecto en el Festival Internacional de Cine de Cannes de 2022 y tuvo su estreno en las salas de cine estadounidenses el 26 de agosto de 2022.

## Reparto
- Daniel Zolghadri como Robert
- Matthew Maher como Wallace
- Miles Emanuel como Miles
- Maria Dizzia como Jennifer
- Josh Pais como Lewis
- Marcia Debonis como Cheryl Quartermaine
- Stephen Adly Guirgis como Katano
- Michael Townsend Wright como Barry
- Cleveland Thomas Jr. como Steven
- Rob M. Anderson como El empleado de la tienda de historietas
- Ron Rifkin como El abuelo
- Tony Hassini como Richard
- Andy Milonakis como George
- Shane Fleming como Gabe
- Charlie Judkins como El experto en cómics
- Peter Lucibello como Santa
- Louise Lasser como Linda
- Buddy Duress como Ryan

## Recepción
La película se estrenó en la 75.ª edición del Festival de Cine de Cannes en la Quincena de Realizadores el 24 de mayo de 2022, donde recibió una ovación de pie de tres minutos.

### Respuesta crítica
En el sitio web de revisión y reseñas Rotten Tomatoes, la película obtuvo un índice de aprobación del 76% sobre la base de 58 reseñas, con una calificación promedio de 7/10. El consenso de los críticos del sitio web dice: “No será para todos los gustos, pero Funny Pages merece crédito por contar una historia coming-of-age sobre la mayoría de edad que se apoya más en la comedia vergonzosa que en la nostalgia”. En Metacritic, la película obtuvo un puntaje promedio de 73 sobre 100, basado en 22 críticas, lo cual indica “reseñas generalmente favorables”.